# Киселброн
Киселброн (њем. Kieselbronn) општина је у њемачкој савезној држави Баден-Виртемберг. Једно је од 28 општинских средишта округа Енцкрајс. Према процјени из 2010. у општини је живјело 3.006 становника. Посједује регионалну шифру (AGS) 8236031.

## Географски и демографски подаци
Киселброн се налази у савезној држави Баден-Виртемберг у округу Енцкрајс. Општина се налази на надморској висини од 346 метара. Површина општине износи 8,6 km². У самом мјесту је, према процјени из 2010. године, живјело 3.006 становника. Просјечна густина становништва износи 348 становника/km².

## Међународна сарадња
| Мјесто | Држава    | Врста сарадње | Од    |
| ------ | --------- | ------------- | ----- |
| Бернен | Француска | партнерство   | 1987. |
| Извор  |           |               |       |